# Massilia glaciei
Massilia glaciei es una bacteria gramnegativa del género Massilia. Fue descrita en el año 2017. Su etimología hace referencia a hielo. Es aerobia e inmóvil. Tiene un tamaño de 0,5-0,75 μm de ancho por 2,5-9,2 μm de largo. Forma colonias redondas, lisas, convexas, blancas y opacas en agar R2A tras 3-4 días de incubación. Temperatura de crecimiento entre 4-30 °C, óptima de 20 °C. Catalasa y oxidasa positivas. Tiene un contenido de G+C de 66,1%. Se ha aislado del glaciar Muztagh, en la meseta tibetana, China.